# 亨施泰特
亨施泰特是德国石勒苏益格－荷尔斯泰因州迪特马尔申县的一个市镇。总面积21.94平方公里，总人口1939人（2011年12月31日），人口密度88人/平方公里。